# Patton (California)
Patton è un'area non incorporata che si trova nella Contea di San Bernardino in California. Dista 4.5 miglia (7 km) a nord-est di San Bernardino, capoluogo della contea. Patton ha un ufficio postale, ZIP code 92369, aperto nel 1897.